# Raniero Zeno
Raniero Zeno (Ranieri lub Renier, Zen) – doża Wenecji od 1253 do 1268.